# Richard Auguste Onouviet
Richard Auguste Onouviet est un homme d'État gabonais né le 14 juin 1949. Onouviet est ministre de la Décentralisation et de la Politique de la ville. Il est aussi député de Lambaréné.
Il est, du 8 avril 2016 au 30 avril 2018, président de l'Assemblée nationale.
Le 30 avril 2018, après l'échec du gouvernement d'Emmanuel Issoze Ngondet d'organiser les élections législatives gabonaises de 2018, la Cour constitutionnelle lui ordonne de démissionner, dissout l'Assemblée nationale et confie le pouvoir législatif au Sénat jusqu'à l'organisation des législatives.